# Ácido láctico
O ácido láctico, ou lático (do latim lac, lactis, leite), é um composto orgânico de função mista ácido carboxílico - álcool que apresenta fórmula molecular C3H6O3 e estrutural CH3 - CH ( OH ) - COOH. Participa de vários processos bioquímicos, e o lactato é a forma ionizada deste ácido. Foi descoberto pelo químico sueco Carl Wilhelm Scheele, no leite coalhado.
Pela nomenclatura IUPAC é conhecido como ácido 2-hidroxipropanóico ou ácido α-hidroxipropanóico.
O lactato proporciona uma valiosa fonte de energia química que se acumula como resultado de exercícios físicos intensos, quando a respiração aeróbia não da conta da demanda para geração de energia. Normalmente, o organismo degrada a glicose presente no nosso corpo juntamente com o oxigênio proveniente da respiração, produzindo energia. Entretanto, se o esforço desempenhado pela pessoa está acima da sua condição física,o organismo começa a quebrar glicose sozinha e produzir ácido lático. Quando essa molécula se encontra em excesso nos músculos (na qual ela é muito mais formada do que eliminada) causa cansaço e dores musculares.

## Propriedades
O ácido láctico apresenta isomeria óptica:
- Dextrógiro: d-ácido lático
- Levógiro: ℓ-ácido lático
- Racêmico: d,ℓ-ácido lático

### Físicas
- Os isômeros d e ℓ desviam o plano de vibração da luz polarizada.
- Densidade = 1,206 g/mL
- Ponto de fusão: O racêmico funde a 18 °C e os d e ℓ fundem a 28 °C.
- Ponto de ebulição: O racêmico entra em ebulição a 122 °C.

## Obtenção

### Fermentação láctica
- A partir do açúcar do leite (lactose) com o Bacillus lactis acidi.
- A partir do amido, açúcar da uva (glicose) ou açúcar da cana (sacarose) utilizando o Bacillus Delbrücki.
- A partir do melaço, geralmente utilizando bactérias do gênero Lactobacillus sp.

A obtenção de ácido lático com enzimas ou micro-organismos vivos pode produzir os isômeros destrógiro ou levógiro, dependendo da enzima envolvida no processo.

### Agentes
As bactérias láticas são os microrganismos utilizados na produção dessa moléculas e podem ser classificadas em dois tipos a partir do produto formado: Homofermentativas e Heterofermentativas.
Além do mais, possuem características marcantes como sendo Gram-positivas, não sintetizam ATP por vias respiratórias (microaerofílicas), são incapazes de sintetizar hemeproteínas, não esporulam e apresentam colônias pequenas e apigmentadas.

#### Homofermentativas
Classificada assim por produzir somente ácido lático, sendo os primeiros estágios da via metabólica da fermentação lática os mesmo da fermentação alcoólica. Forma o ácido pirúvico como intermediário e rende 2 moles de ATP (adenosina trifosfato) por cada mol de glicose.

#### Heterofermentativas
A fermentação da glicose resulta em vários produtos (como ácido lático, oxalacético e fórmico), degradando o açúcar pela via oxidativa das pentoses fosfato. Forma o ácido pirúvico e o aldeído acético como intermediários e produz 1 ATP por mol de glicose.

### Reação química em laboratório
Reagindo o etanal com uma mistura de cianeto de sódio e ácido sulfúrico:
CH3 - COH + HCN ( NaCN + H2SO4 ) → CH3 - CH ( OH ) - COOH
A obtenção que não envolve enzimas produz, geralmente, o ácido lático racêmico.

## Ocorrência
É encontrado no suco de carne, leite azedo, nos músculos e em alguns órgãos de algumas plantas ou animais.

## Aplicações e usos
- Alimentação de crianças, como Yakult.
- Como purgante, na forma de lactobacilos de cálcio ou lactato de magnésio.
- Removedor de sais de cálcio.
- Como mordente.
- Curtimento de peles.
- Matéria-prima em sínteses orgânicas.
- Como monômero do poliácido láctico.
- Fabricação de polímeros (biodegradáveis, termoplásticos e transparentes).
- Acidulante em produtos alimentícios.
- Na forma de lactato, muito utilizado na indústria farmacêutica e de cosméticos,.